# Demirhan Demircioğlu
Demirhan Demircioğlu (* 1999 in Istanbul) ist ein türkischer Schauspieler.

## Leben und Karriere
Demircioğlu wurde im Jahr 1999 in Istanbul geboren. Zunächst trat er in verschiedenen Werbespots auf. Sein Debüt gab er 2022 in der Fernsehserie İçimizdeki Ateş. 2023 war er in der Serie Barbaros Hayreddin: Sultanın Fermanı zu sehen. Außerdem trat Demircioğlu 2024 im Düğüm auf. Im selben Jahr bekam er in der Serie Bahar eine Hauptrolle.

## Filmografie
- 2022: İçimizdeki Ateş (Fernsehserie, 5 Episoden)
- 2022–2023: Barbaros Hayreddin: Sultanın Fermanı (Fernsehserie, 20 Episoden)
- 2024: Düğüm (Fernsehserie, 8 Episoden)
- 2024: Bahar (Fernsehserie, 16 Episoden)